# 格拉玛报
《格拉玛报》（西班牙語：Granma）是古巴共产党中央委员会的机关报，为古巴第一大报。1965年在首都哈瓦那创刊，由人民社会党于1938年创刊的机关报《今日报》和七二六运动于1959年1月创刊的机关报《革命报》合并而成。
它的名字来源于格拉玛号游艇。1956年12月，菲德尔·卡斯特罗、切·格瓦拉和劳尔·卡斯特罗等82名革命者乘坐格拉玛号从墨西哥返回古巴，开始古巴革命的全面武装斗争阶段。

## 版本
一般版本每周除了星期日每日出版，每份八版，有时还会有临时增刊。它被广泛的订阅，并有不同语言的多种版本的国际周刊，发往国外。格拉玛报经常发布古巴政府的官方公告。